# Huibert van Saane

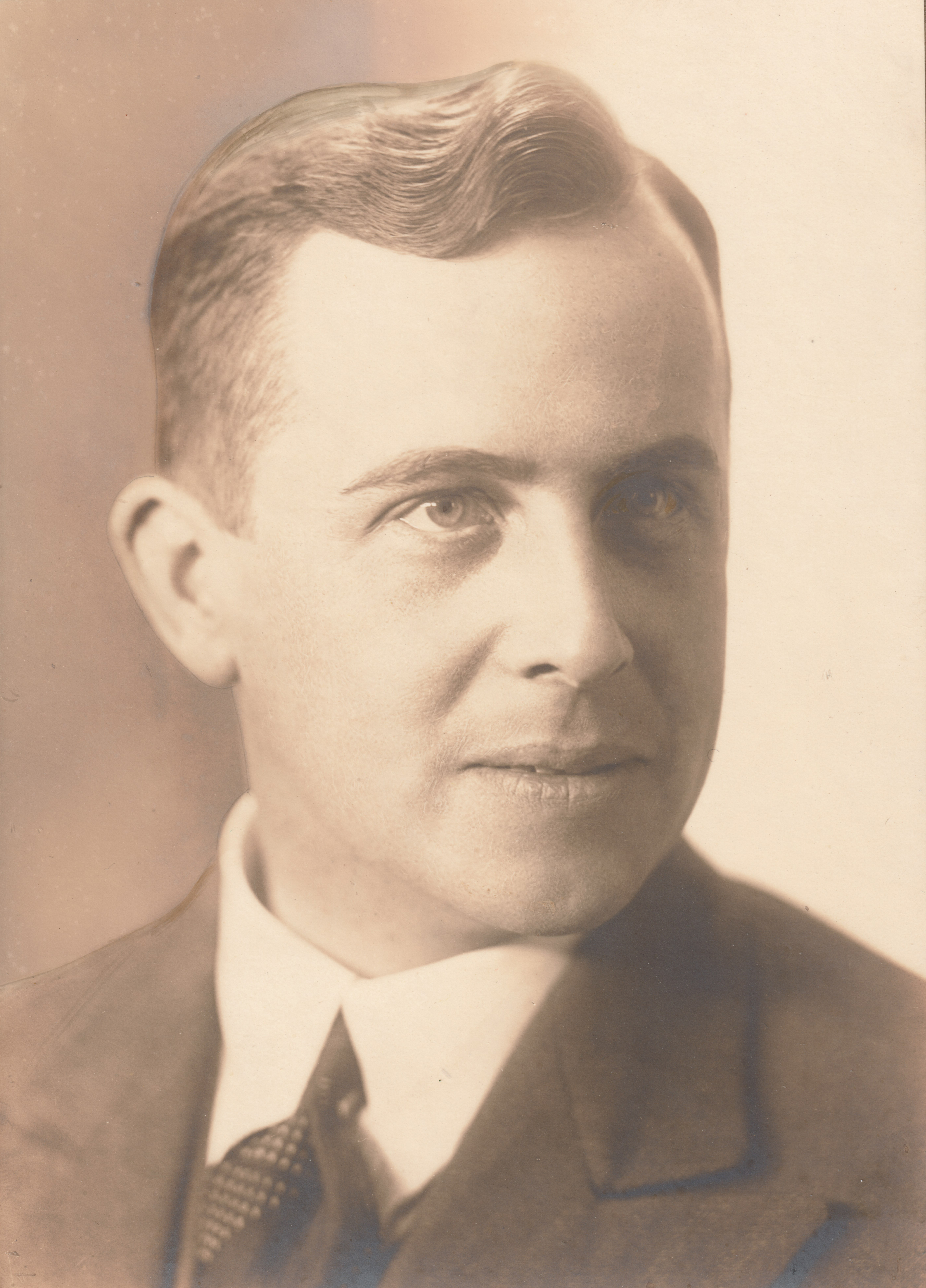
Huibert van Saane, rond 1930. Familiearchief Van Saane

Huibert van Saane (Amsterdam, 19 december 1903 - Zeist, 18 augustus 1981) was een Nederlandse bouwondernemer.
Hij ontwikkelde een karakteristiek handelsmerk – het ontwerpen, bouwen en waar mogelijk beheren van grote wooncomplexen, zoals de Krugerhof (1929), Geuzenhof (1933), Muzenhof (1939), Oranjehof (1941), Bergerhof (1942), Amstelhof (1952), Sloterhof (1958) en Klokkenhof (1961).

## Achtergrond
Hij was zoon van Lena Breeuwer en Gerrit van Saane. Hijzelf was tussen 1928 en 1963 getrouwd met Margaretha Catharina Elisabeth Cassee; na de echtscheiding hertrouwde hij met Hubertina Jacquelina Wilhelmina Dielen. Zijn militaire keuring liet al zien welke kant het zou opgaan: bouwkundig tekenaar en uitvoerder aan de Industrieschool.
Huibert van Saane groeide op in Amsterdam Oud-West. Zijn ouders hadden had een groentewinkel in de Agatha Dekenstraat, toen aan de rand van de stad. Huibert bezocht de Potgieterschool, een school van de Nederlands Hervormde Kerk aan het Bilderdijkpark te Amsterdam.
Als tiener solliciteerde hij op eigen initiatief bij een makelaar en aannemer en volgde op diens aanraden naast zijn kantoorwerk avondlessen architectuur en bouwtekening aan de Industrieschool in Amsterdam. Na zijn afstuderen kwam hij als jongste tekenaar in dienst bij de architecten Michel de Klerk en Piet Kramer en leerde zo van dichtbij de werkwijze van twee van de belangrijkste vertegenwoordigers van de Amsterdamse School kennen.
Op zijn buitenlandse reizen bezocht Van Saane moderne woonwijken die geïnspireerd waren door zowel de tuinstadbeweging als het Bauhaus. Hij was vooral onder de indruk van de moderne architectuur in combinatie met groene ruimtes in de Römerstadt en de Hellerhof in Frankfurt am Main. In Wenen was hij gefascineerd door de weelderig ingerichte wooncomplexen zoals het Fuchsenfeldhof, het Viktor-Adler-Hof en het Karl-Marx-Hof. Deze gebouwencomplexen beschikten over gemeenschappelijke tuinen, overdekte speelruimtes voor kinderen, bibliotheken, winkels, verenigingsruimten en waslokalen.

## Eigen bouwbedrijf
Op 17-jarige leeftijd was Huibert van Saane vastbesloten om zijn eigen bouwprojecten te ontwerpen en te realiseren.
Hij had de nodige expertise in huis om woningbouw te plannen, maar zijn minderjarigheid vormde een obstakel. Uiteindelijk stond zijn moeder Lena van Saane-Breeuwer in 1920 garant voor de oprichting van het bouwbedrijf Elisabeth, genoemd naar de derde naam van zijn vriendin en latere echtgenote. Zijn eerste bouwproject aan de Javastraat was veelbelovend en de voltooide flats werden met winst verkocht aan een investeerder.
Van Saane waardeerde vakmanschap en beschouwde bouwen in de eerste plaats als een vak en niet louter als een investering. Hij was ervan overtuigd dat een duur, solide gebouwd wooncomplex minder onderhoud nodig had en op de lange termijn aanzienlijk zou renderen. Daarom besloot hij zijn volgende wooncomplex niet alleen zelf te bouwen, maar ook zelf te exploiteren.

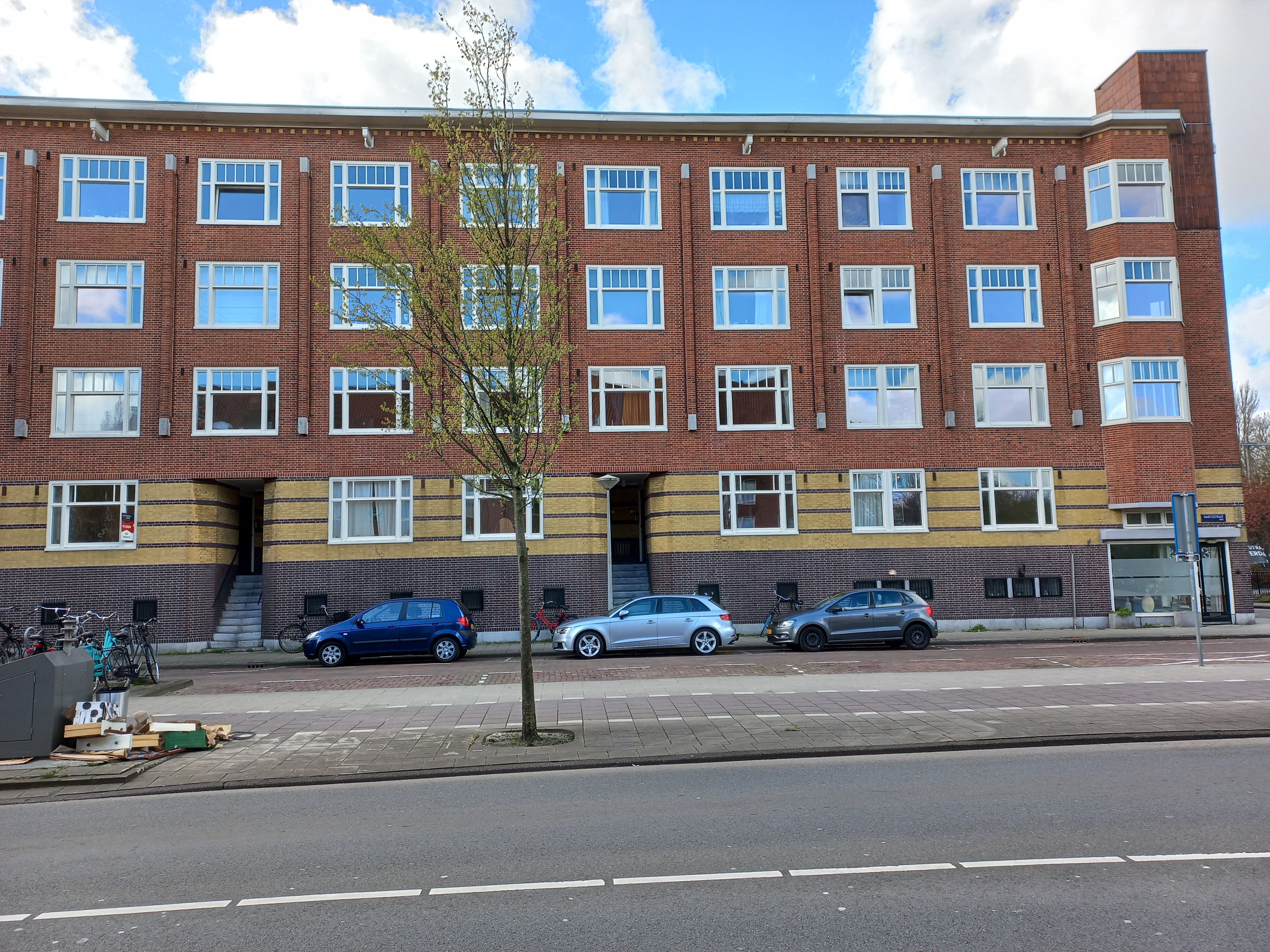
De Krugerhof in Amsterdam, gebouwd 1929.

### Krugerhof
Eind 1927 werd Huibert van Saane attent op de nieuw te bouwen wijk Landlust in Amsterdam en deed hij mee aan een prijsvraag van de woningbouwvereniging Zomers Buiten, waarbij hij een ontwerp indiende voor 'goedkope arbeiderswoningen' in de nieuw te ontwikkelen wijk. Zijn plan werd niet geselecteerd. 
Onvermoeibaar ging hij op zoek naar nieuwe locaties en een jaar later kreeg hij alsnog de kans om zich te bewijzen in het oosten van de stad. Hier, in de Transvaalbuurt, bouwde hij in 1929 de Krugerhof, een wooncomplex met 100 huurappartementen, een paar winkels en een gemeenschappelijke tuin. 
Tot de moderne voorzieningen behoorden centrale verwarming, warm water en de moderne Frankfurter Küche, die slechts twee jaar eerder door architecte Margarete Schütte-Lihotzky was ontwikkeld voor een Duits woningbouwproject. Van Saane testte ook structurele innovaties, waaronder een ruimtebesparende trap en de verplaatsing van de zolderberging naar de begane grond – een noviteit die voor het eerst in Nederland werd toegepast.

### Geuzenhof

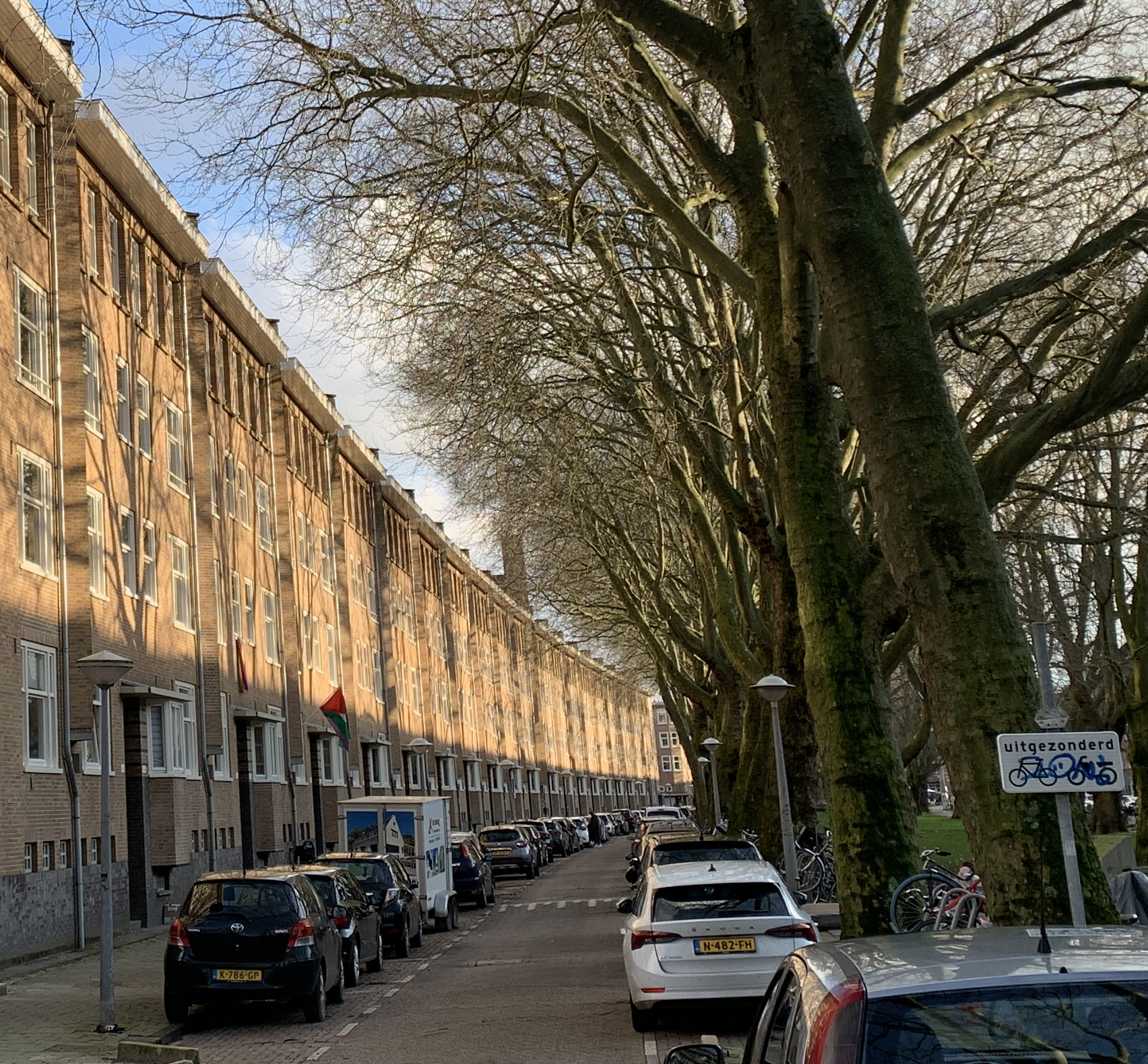
De Geuzenhof in Amsterdam, gebouwd 1933/1939.

In 1931 pachtte Huibert van Saane een aantal percelen grond aan de Willem de Zwijgerlaan in de wijk Landlust in Amsterdam-West. Landlust was een deelplan van het Algemeen Uitbreidingsplan (UAP) van Amsterdam, dat werd ontworpen door de stedenbouwkundigen Cornelis van Eesteren en Jakoba Mulder.
In 1932 diende de Maatschappij voor Moderne Woningbouw H. van Saane een gedetailleerd ontwerp in voor de Geuzenhof, een sociaal woningbouwcomplex met ongeveer 580 appartementen. Omdat de Geuzenhof een ongewoon groot bouwproject was, werd een nieuwe financieringsmethode ontwikkeld om het risico te spreiden. Van Saane verdeelde het wooncomplex aanvankelijk in zeven bouw- en financieringseenheden en richtte zeven naamloze vennootschappen op (Amsterdam I-VII), die de erfpacht van de afzonderlijke onderdelen op zich namen.
De Geuzenhof werd gerealiseerd tussen 1933 en 1940. Van Saane schakelde de architecten Jacob Dunnebier en Johannes F. Berghoef in voor het architectonisch ontwerp. De grote gemeenschappelijke tuinen liet hij vormgeven door tuinarchitecte Mien Ruys. Het Geuzenhof complex én de tuinen zijn in 2014 op de  gemeentelijke monumentenlijst geplaatst.

## Nemavo

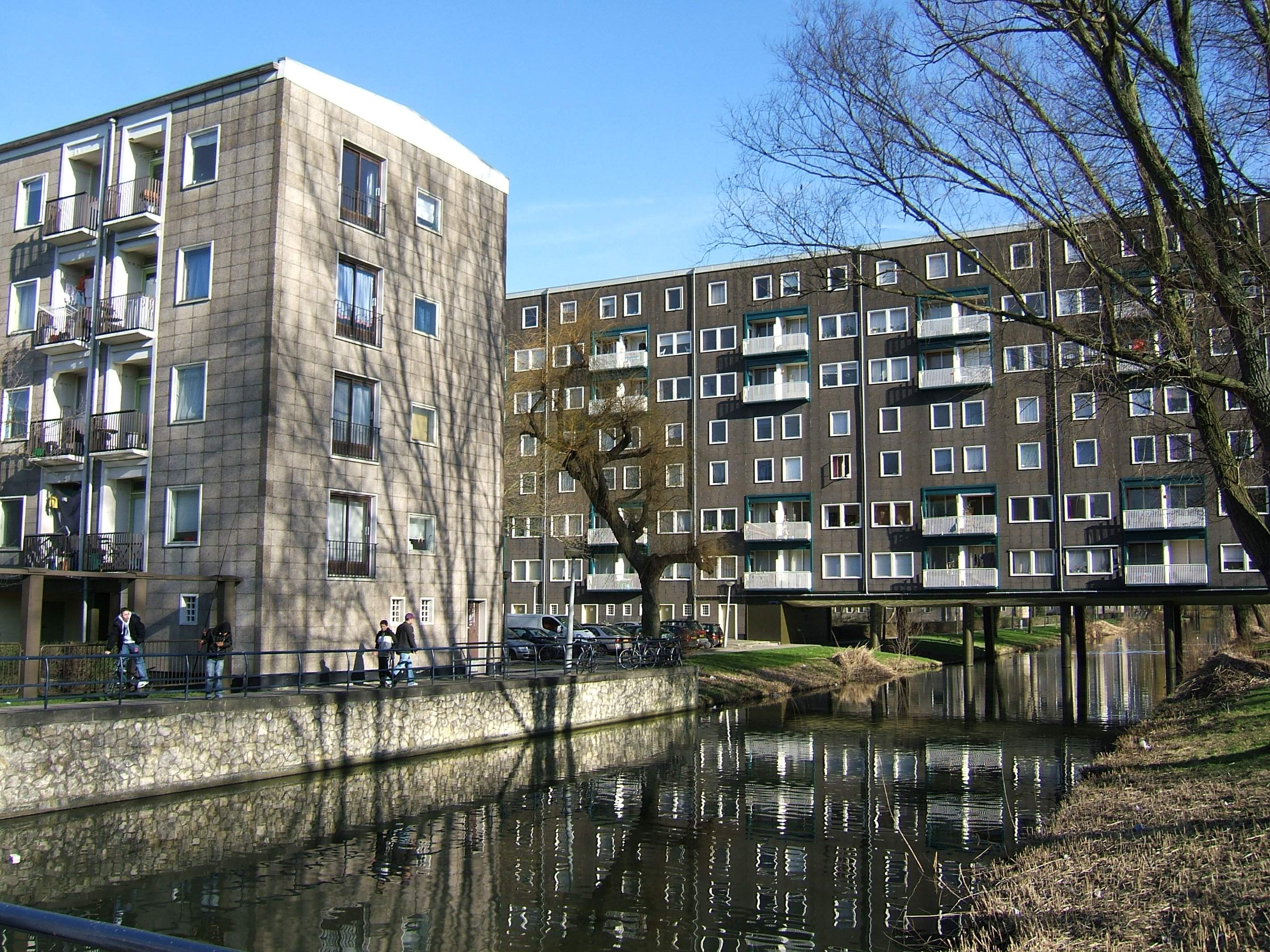
De Sloterhof, gebouwd 1958-1959.

In 1947 richtte Huibert van Saane het bedrijf Nemavo (Nederlandse Maatschappij voor Volkshuisvesting) op, een samenwerking tussen de Nederlandse overheid en verschillende investeerders, met als doel om jaarlijks 2.000 goedkope flats te bouwen met behulp van bouwsystemen. 
Hiervoor werkte hij opnieuw samen met architect Johannes F. Berghoef. Jacob Dunnebier was ook betrokken bij het begin. Samen met andere architecten ontwikkelden ze het uit Engeland geïmporteerde Airey bouwsysteem industrieel en architectonisch verder om het aan te passen voor massaproductie en gebruikten het voor de bouw van verschillende wooncomplexen in het hele land. Dit systeem werd ook gebruikt bij de bouw van de Amstelhof (1952) en de Sloterhof (1959) in Amsterdam.